# Dürbheim
Dürbheim est une commune de Bade-Wurtemberg (Allemagne), située dans l'arrondissement de Tuttlingen, dans le district de Fribourg-en-Brisgau.

## Géographie
Dürbheim se situe au pied du Jura souabe entre 677 et 973 m d'altitude.
Entouré par les forêts de l'Albtrauf à l'est, de nouvelles zones pavillonnaires forment un demi-cercle autour du centre-ville plus ancien et industrialisé.
| Balgheim          | Böttingen             | Mahlstetten           |
|                   | Dürbheim              |                       |
| Rietheim-Weilheim | Tuttlingen Wurmlingen | Mühlheim an der Donau |

## Histoire
Dürbheim est mentionné pour la première fois en 786 sous le nom de "Diripihaim" à propos des possessions de l'abbaye de Saint-Gall. Un petit lieu de sépulture récemment découvert, qui appartenait à une seule cour d'un noble, et les traces d'une petite église en bois d'environ 700 indiquent une colonie antérieure. La ruine du château de Dürbheim se trouve près du village qui fait partie du duché de Souabe. Après la dissolution du duché tribal, le lieu appartient à la région des comtes de Hohenberg.

## Personnalités liées à la commune
- Jean (mort en 1328), chancelier de l'empereur Albert Ier, prince-évêque d'Eichstätt de 1305 à 1306 puis de Strasbourg de 1306 à sa mort.
- Bernd Glemser (né en 1962), pianiste